# シェルタースタジオ117
シェルタースタジオ117は、ラジオ関西が阪神・淡路大震災の影響を受けて使用できなくなった旧社屋に代えて、暫定的に放送を行ったスタジオの名称である。

## 歴史
1995年1月17日、早朝番組の生放送中、放送をしていた神戸市須磨区行幸町（みゆきちょう）にあった当時の本社・放送センターは壊滅的な被害を受け、一時放送中断する事態を引き起こす。その後回線が復旧し、震災関連特別放送がノーコマーシャルで行われた。
だが、建設会社が診断した結果、余震の状況によってはさらに倒壊する危険が高いという理由で使用しないよう勧告を受け、1月24日、本社・放送センターに隣接する、同局の関連会社が経営する放送・音響技術学校が所有するスタジオを使用して放送を継続した。
しかし、旧本社・放送センターの復旧・補修のめどが立たないため、駐車場の敷地を一部使用してプレハブの仮社屋を作ることになった。工事は1月25日から行われ、2月初旬の完成後から放送開始の予定だったが、防音上の問題から工事が遅れたため、3月1日から放送開始となった。以後、震災関連情報を中心にラジオ関西の番組はここから放送され、地元メディアとしての復興への役割を果たした。
1996年8月、神戸新聞社・デイリースポーツと共同で建設した「神戸情報文化ビル・エコールマリン」に社屋を移転しその役割を終える。